# I Inside the Old Year Dying

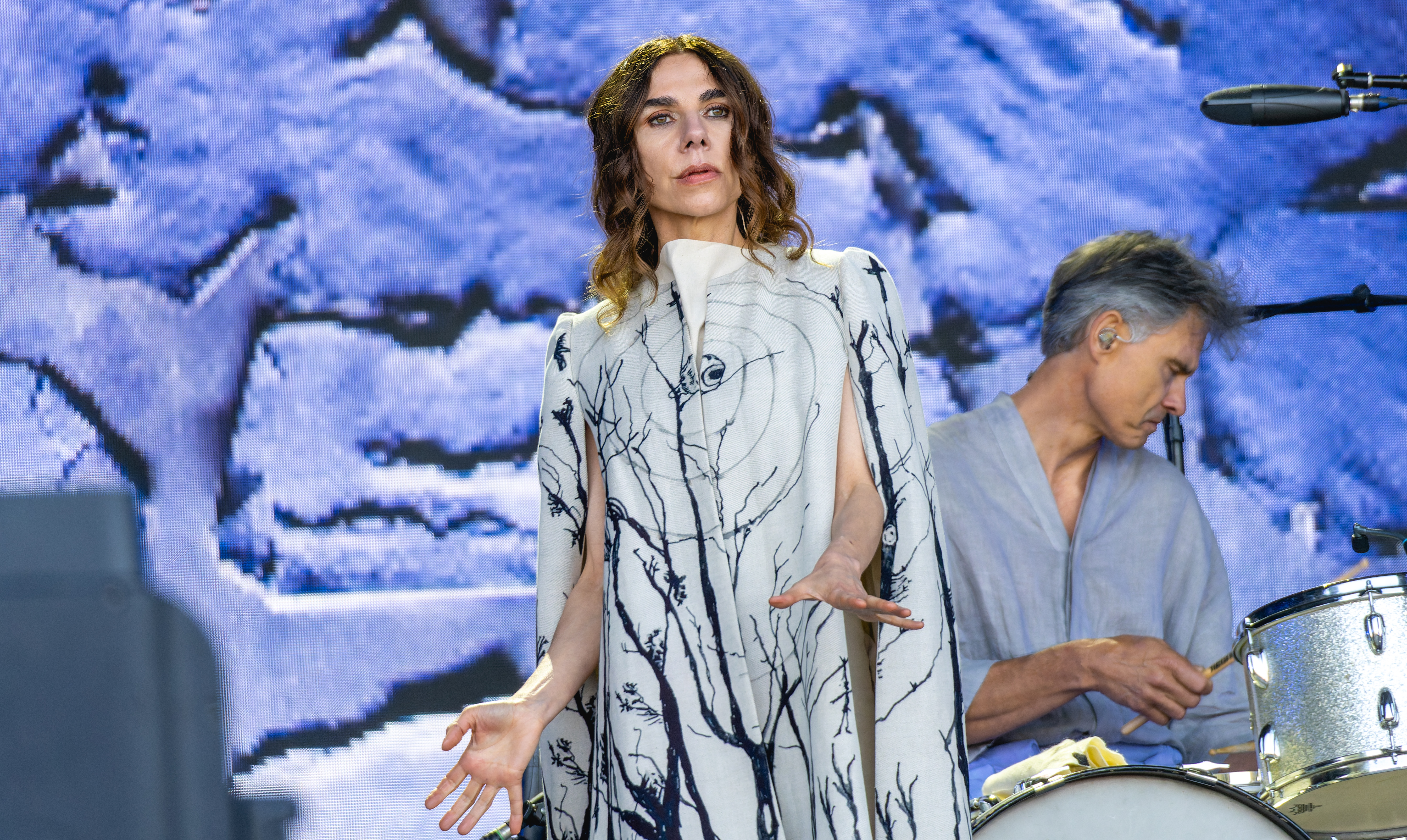
PJ Harvey en Glastonbury 2024

I Inside the Old Year Dying es el décimo álbum de estudio de la cantante y compositora británica PJ Harvey. Fue lanzado el 7 de julio de 2023 por Partisan Records, tras tres décadas publicando con Island Records.

## Descripción
El álbum fue producido por Flood y John Parish, con la participación de Rob Kirwan. Contiene 12 temas, todos ellos compuestos por PJ Harvey, que son adaptaciones de diversos fragmentos de su libro Orlam (2022), un extenso poema épico en el que recorre el desarrollo de la infancia en la zona rural del condado de Dorset, marcada por la ciclos de la naturaleza, el horror y el realismo mágico. Las voces de los actores Colin Morgan y Ben Whishaw, que inspiraron tanto el poema como el álbum, pueden escucharse en varios de los temas.
Al igual que el libro en el que se basa, el disco se desarrolla narrativamente a través de una trama protagonizada por una adolescente, Ira-Abel Rawles, que experimenta una huida hacia la naturaleza. En su viaje, la joven encuentra a diferentes figuras espectrales, como los “niños calcáreos de la eternidad” y el personaje llamado Wyman-Elvis, cuyo discurso mezcla la letra de Love Me Tender con las enseñanzas del Jesús del Evangelio de Juan.
Una característica de Inside the Old Year Dying es que sus letras incluyen palabras procedentes del dialecto arcaico de Dorset, que se reflejan en el glosario que acompaña el álbum. Las revistas especializadas han destacado del álbum su atmósfera de sueños alucinatorios, creada a partir de instrumentos populares, electrónica primitiva y grabaciones de campo distorsionadas. El proceso creativo fue documentado por PJ Harvey tema a tema y difundido a través de su web, que recoge los dibujos, versos y borradores de la composición de cada canción

## Recepción
En el momento de su lanzamiento, I Inside the Old Year Dying se situó en el quinto puesto de las listas de éxitos en Reino Unido. Recibió una puntuación de 85 sobre 100 en Metacritic. Alexis Petridis, de The Guardian, le otorgó cuatro estrellas sobre cinco, destacando su atmósfera cruda y perturbadora: "Al igual que los bosques de Dorset que describe, I Inside the Old Year Dying es inquietantemente amenazante, pero embriagador".
Kory Grow, en Rolling Stone, lo definió como "magnífico", y escribió que "a menudo parece un closet drama ambientado en un bosque encantado, donde la música emana de los árboles y se oyen susurros a lo lejos. Como la historia en ocasiones pasa a un segundo plano, más que en Orlam, a veces tienes que confiar en la magia de los sonidos".
El álbum fue nominado como mejor disco alternativo en los 66 Premios Grammy y Michelle Henning, creadora de la portada, fue reconocida con el premio The Best Art Vinyl Award 2023 

## Lista de canciones
Todas las canciones han sido escritas por PJ Harvey.

| N.º | Título                        | Duración |  |
| 1.  | «Prayer at the Gate»          | 4:14     |  |
| 2.  | «Autumn Term»                 | 3:20     |  |
| 3.  | «Lwonesome Tonight»           | 3:48     |  |
| 4.  | «Seem an I»                   | 3:09     |  |
| 5.  | «The Nether-edge»             | 3:17     |  |
| 6.  | «I Inside the Old Year Dying» | 1:52     |  |
| 7.  | «All Souls»                   | 4:21     |  |
| 8.  | «Medicinals»                  | 2:46     |  |
| 9.  | «I Inside the Old I Dying»    | 3:08     |  |
| 10. | «August»                      | 2:41     |  |
| 11. | «A Child's Question, July»    | 3:02     |  |
| 12. | «A Noiseless Noise»           | 3:57     |  |